# Tumlehed
Tumlehed is een plaats in de gemeente Göteborg in het landschap Bohuslän en de provincie Västra Götalands län in Zweden. De plaats heeft 448 inwoners (2005) en een oppervlakte van 38 hectare. De plaats ligt op het westen van het eiland Hisingen en grenst aan het Kattegat. De plaats wordt omringd door een rotsachtig landschap en de stad Göteborg ligt ongeveer acht kilometer ten westen van het dorp.